# 김목경 (음악가)
김목경(1957년 ~ )은 대한민국의 보컬 겸 기타리스트로, 1990년 1집 앨범 'Old Fashioned Man'으로 데뷔했다. 블루스를 바탕으로 포크, 컨트리, 락 등이 어우러진 음악을 하고 있다. 84년 영국으로 건너가 현지 블루스 밴드와 클럽 연주 활동을 하다가 1집 앨범을 현지에서 녹음하여 1991년 귀국했다. 신촌, 대학로 등의 소극장에서 공연 활동을 하기도 했다.

## 앨범
- 1집 Old Fashioned Man 1990.03.16
- 2집 No Artificial Added 1996
- 3집 Living with the Blues 2004.11.16
- 4집 Play The Blues  2002.07.11
- 김목경 Live In Concert 2002.11
- 5집 Rock Me Blues 2004.11.15
- 6집 Blues 2008.04.25
- 20주년 기념 라이브앨범 2010.06.21

## 음악적 평가
김목경은 한국 블루스의 대가’라는 평가를 받고 있다. 국내보다 해외에서 인기를 얻고 있으며 국내 블루스의 위상을 드높이고 있다. 그는 2003년 세계 3대 음악 축제중 하나로 꼽히는 미국 멤피스‘빌 스트리트 뮤직 페스티벌’에 동양인 최초로 초대돼 3일 간 공연을 가진바 있다.
그러나 국내에서 김목경의 인지도는 그다지 높지 않다. 하지만 음악을 웬만큼 한다는 이들은 김목경을 블루스계의 최고 주자로 꼽는 것을 주저하지 않는다. 특히 김목경의 음악에 곧잘 묻어있는 ‘한’(恨)은 블루스와 잘 어우러지며 세계인들로부터 독특한 주목을 이끌어내는 데 한몫했다.
고(故) 김광석이 불러 크게 히트했던 ‘어느 60대 노부부의 이야기’는 사실 김목경이 영국 유학시절 클럽 앞 노부부를 보고 만든 후 자신의 앨범에 처음으로 수록했던 곡이다.